# Poissons konstant

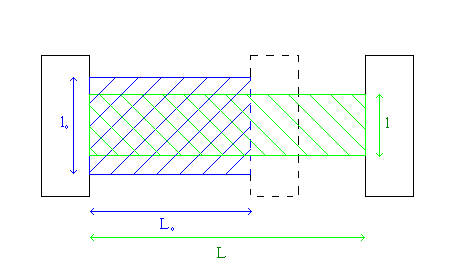
När det blå materialet sträcks ut till längden L minskar tjockleken till l.

Siméon Denis Poisson.

Poissons konstant, Poissons kvot, Poissons tal eller tvärkontraktionstalet, oftast betecknat med {\displaystyle \nu } (ny), är en materialkonstant, som anger hur ett material reagerar på tryck- och dragkrafter och som uppkallats efter den franske matematikern och fysikern Siméon Denis Poisson. Poissons tal är ett mått på deformationen (expansion eller kontraktion) för ett material i den vinkelräta riktningen gentemot den specifika belastningsriktningen. Värdet för Poissons tal är det negativa värdet av tvärstöjningen gentemot den axiella töjningen. Vid små värden på dessa förändringar är {\displaystyle \nu } lika med storleken på den transversa utvidgningen dividerad med storleken på den axiella kompressionen.
När ett material töjs ut i en riktning dras det i allmänhet ihop i andra riktningar. Poissons tal är sålunda ett mått på den hopdragningen. Talet eller kvoten definieras som det negativa värdet av kvoten mellan den relativa ändringen av tjockleken och den relativa ändringen av längden enligt
{\displaystyle \nu =-{\frac {\frac {l-l_{0}}{l_{0}}}{\frac {L-L_{0}}{L_{0}}}}}
För isotropa, linjärt elastiska material varierar Poissons tal mellan -1 och 0,5 för olika material. De flesta material har ett värde på Poissons tal i intervallet mellan 0,0 och 0,5. För mjuka material, såsom gummi, där elasticitetsmodulen har ett mycket högre värde än skjuvmodulen, är Poissons tal nära 0,5. För cellulära polymera skummaterial är Poissons tal nära noll eftersom cellstrukturerna tenderar att kollapsa vid kompression. Många fasta material har värden i området 0,2−0,3 för Poissons tal.
(Om Poissons tal är negativt betyder det att tjockleken ökar när materialet töjs ut.)

## Poissons tal för några olika material
| Material           | Poissons tal |
| ------------------ | ------------ |
| gummi              | 0,4999       |
| guld               | 0,42–0,44    |
| mättad lera        | 0,40–0,49    |
| magnesium          | 0,252–0,289  |
| titan              | 0,265–0,34   |
| koppar             | 0,33         |
| aluminium-legering | 0,32         |
| lera               | 0,30–0,45    |
| rostfritt stål     | 0,30–0,31    |
| stål               | 0,27–0,30    |
| gjutjärn           | 0,21–0,26    |
| sand               | 0,20–0,455   |
| betong             | 0,1–0,2      |
| glas               | 0,18–0,3     |
| skum               | 0,10–0,50    |
| kork               | 0,0          |